# Let Them Eat Cake
Let Them Eat Cake è l'ottavo album in studio del Gruppo musicale norvegese Motorpsycho, uscito nel febbraio del 2000.

## Tracce
1. The Other Fool – 5:40
2. Upstairs-Downstairs – 5:12
3. Big Surprise – 3:36
4. Walkin' With J. – 3:59
5. Never Let You Out – 2:46
6. Whip that Ghost (Song for a Bro') – 6:30
7. Stained Glass – 6:12
8. My Best Friend – 4:21
9. 30/30 – 7:21

- #1, #3, #6, #7, #9 di Sæther.
- #2 di Ryan.
- #4 di Gebhardt/Sæther.
- #5 di Gebhardt.
- #8 di Ryan/Sæther.

## Formazione
- Bent Sæther: voce, basso, chitarra, batteria, percussioni, piano Rhodes, Mini Moog, piano, harmonium
- Hans Magnus Ryan: chitarre, voce, Clavinette, contrabbasso, violino, mandolino
- Håkon Gebhardt: batteria, voce, percussioni, Zither, chitarre, piano

con:
- Helge Sten (Deathprod): drum machine
- Baard Slagsvold: piano, piano Rhodes, seconde voci
- Ole Henrik Moe (Ohm): violino, gong
- Kristin Karlsson: violino
- Kristin Skjølaas: violino
- Einy Langmoen: viola
- Kjersti Rydsaa: cello
- Arne Frang: tenor sax
- Jørgen Gjerde: trombone
- Erlend Gjerde: tromba
- Helge Sunde: trombone
- Tone Reichelt: waldhorn
- Arve Henriksen: tromba, Mellophone